# 1975 en architecture
| Années de l'architecture : 1972 - 1973 - 1974 - 1975 - 1976 - 1977 - 1978    |
| Décennies de l'architecture : 1940 - 1950 - 1960 - 1970 - 1980 - 1990 - 2000 |

1975 a été désignée « Année européenne du patrimoine architectural » par le Conseil de l'Europe, couronnée par la signature de la Charte européenne du patrimoine architectural.

## Réalisations
- Achèvement de la Frank House (House VI), l'une des premières réalisations de Peter Eisenman.
- Achècement de 1 United Nations Plaza, gratte-ciel situé en face du siège des Nations unies et conçu par Roche-Dinkeloo.
- Achèvement du Monument de la langue Afrikaans à Paarl.
- Achèvement de First Canadian Place à Toronto (Ontario, Canada).
- Achèvement de la Fernmeldeturm Mannheim (tour de la télévision) à Mannheim en Allemagne.
- Achèvement de la Seoul Tower à Séoul en Corée du Sud.
- Achèvement du pont de Saint-Nazaire, en France.
- Achèvement du Willis Building d'Ipswich en Angleterre, l'un des premiers chantier de Norman Foster après la création de Foster Associates.

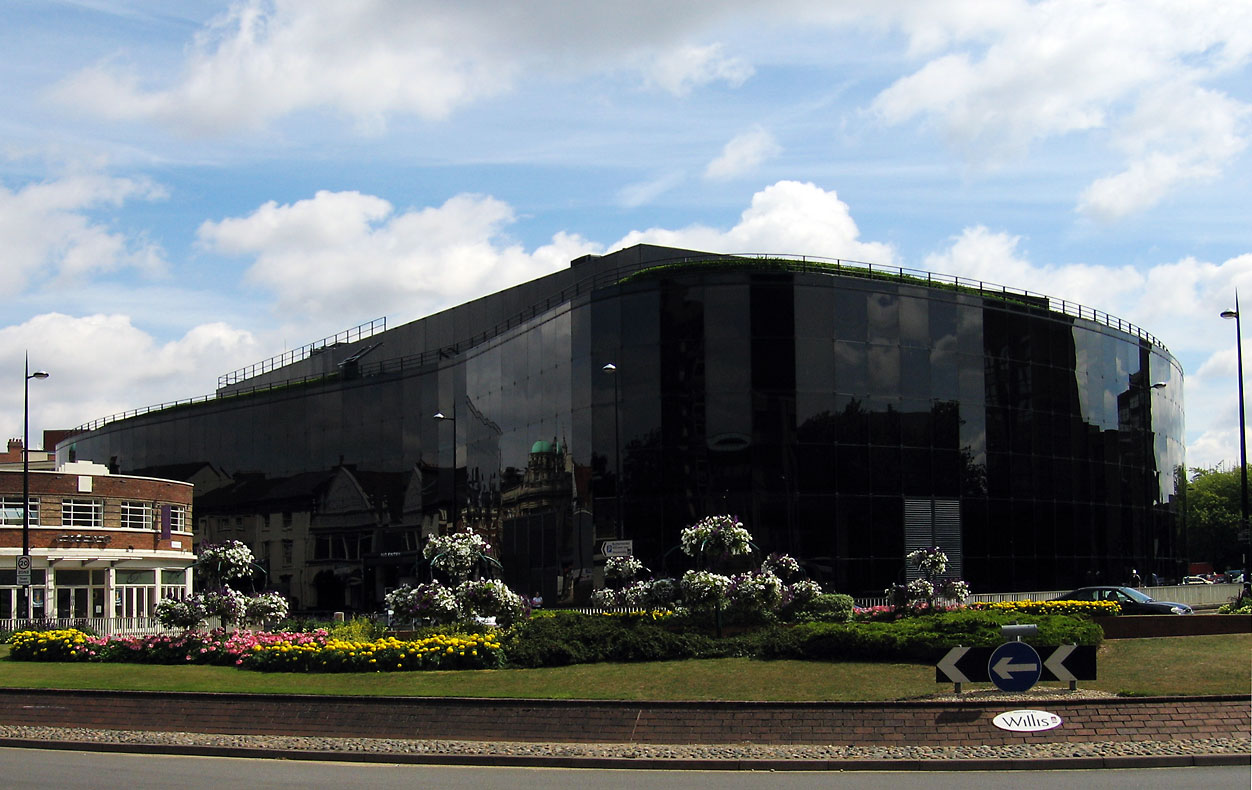
Le Willis Building de Foster.

## Récompenses
- Grand prix national de l'architecture : Jean Willerval.

## Décès
- 11 mai : Dagoberto Ortensi, architecte italien (° 12 mars 1902).
- 29 décembre : Sigurd Lewerentz (1885–1975).
- Robert Matthew (1906–1975).